# أبو مسناتين (الرقة)
أبو مسناتين قرية سورية تتبع ناحية عين عيسى في منطقة تل أبيض في محافظة الرقة. بلغ عدد سكانها 291 نسمة في عام 2004 حسب إحصاء المكتب المركزي للإحصاء.